# Hrungnir
Hrungnir era un gigante della mitologia norrena, che cadde in un duello per mano di Thor.
Hrungnir, invitato al banchetto degli dei da Odino, iniziò a vantarsi e a dire smargiassate arrivando addirittura, preso dall'ebbrezza, a minacciare gli dei. Gli Asi per la verità ne erano abbastanza divertiti, tutti tranne Thor che aveva in odio tutti i giganti. 
I due si sfidarono in duello, presso il confine tra Asgard e Jǫtunheimr. L'arma del gigante era un'enorme cote, che egli scagliò contro il tonante non appena lo vide giungere. Il dio per tutta risposta lanciò il suo formidabile martello Mjöllnir, con il quale colpì la cote, la quale si frantumò dando origine a tutte le rocce che servono per affilare, e proseguendo la sua corsa frantumò anche il cranio di Hrungnir. Dopo la lotta un pezzo della cote di Hrungnir si conficcò nella testa di Thor. Il corpo esanime del gigante però cadde sopra lo stesso Thor, che rischiava di rimanere soffocato. 
Per fortuna sopraggiunse il figlio di Thor, Magni, che nonostante la tenera età (era nato da appena tre inverni) riuscì a liberare il padre afferrando il tallone del gigante e semplicemente scrollandolo via.